# 奥山正之
奥山 正之（おくやま まさゆき、生年不詳 - 正保2年1月18日（1645年2月14日））は、安土桃山時代から江戸時代にかけての武将、大名。奥山盛昭の次男で、佐久間盛重の孫。通称は雅楽助。
文禄3年（1594年）に父の遺領（越前国内1万1000石）を継いだ。慶長5年（1600年）の関ヶ原の戦いでは西軍に参加し、加賀大聖寺城に兵500を率いて侵攻したが、西軍の敗北により敗走、戦後に除封された。その後は出家して宗巴（宗波）を名乗り、京で暮らした。
正保2年（1645年）1月18日死去。
なお、正之の兄・奥山重成は幕府に召し出され1000石を知行する旗本として存続した。